# Antheraea paphia
Antheraea paphia  is een vlinder uit de familie van de nachtpauwogen (Saturniidae) en de onderfamilie Saturniinae. De wetenschappelijke naam van de soort is in 1758, als Phalaena paphia, gepubliceerd  door Carl Linnaeus in de tiende editie van Systema naturae.